# فینوسا
فینوسا (انگلیسی: Fenosa) شرکت برق اسپانیایی است، که در سال ۱۹۴۳ تأسیس شد.